# 1410 Марґарет
1410 Марґарет (1410 Margret) — астероїд головного поясу, відкритий 8 січня 1937 року.
Тіссеранів параметр щодо Юпітера — 3,213.